# اچ‌دی ۹۲۳۹۷
اچ‌دی ۹۲۳۹۷ یک ستاره است که در صورت فلکی شاه‌تخته قرار دارد.